# Чаччи, Маттео
Маттео Чакки (итал. Matteo Ciacci; род. 5 мая 1990, Борго-Маджоре) — капитан-регент Сан-Марино (вместе с Стефано Пальмиери) с 1 апреля по 1 октября 2018 года.
Выпускник университета Урбино, он работал в спортивном бизнесе, а в 2016 году был избран в Генеральный совет Сан-Марино от партии Civico 10, занимающей радикально левые позиции и выступающей против традиционной партийно-политической системы. Будучи избран капитаном-регентом, Маттео Чакки, таким образом, стал самым молодым в мире среди действующих глав государств.